# Ente (torrente)
L'Ente (a volte Lente) è un torrente che attraversa parte delle province di Grosseto e di Siena, nella Toscana meridionale.
Il corso d'acqua nasce nei pressi di Arcidosso e dirige il suo percorso verso nord, attraversando i territori comunali di Castel del Piano e di Seggiano nella provincia di Grosseto. Nei pressi della frazione di Montegiovi, in località Molino del Ponte, il torrente passa sotto un ponte risalente al XV secolo, e poco più avanti accoglie le acque dei due affluenti Vivo e Zancona. Lambisce per poco più di 1 km i territori comunali di Castiglione d'Orcia e di Montalcino, nella provincia di Siena, e va poi a confluire nel fiume Orcia nei pressi di Castelnuovo dell'Abate.